# Hải Châu, Nghệ An
Hải Châu là một xã thuộc tỉnh Nghệ An, Việt Nam. Xã được hình thành trên cơ sở sáp nhập các xã Diễn Hoàng, Diễn Kim, Diễn Mỹ và Hùng Hải của huyện Diễn Châu trong đợt Sáp nhập tỉnh thành Việt Nam 2025.

## Địa lý
Xã Hải Châu có vị trí địa lý:
- Phía Đông giáp Biển Đông;
- Phía Nam giáp xã Đức Châu và xã Diễn Châu;
- Phía Tây giáp xã Hùng Châu, xã Đức Châu và xã Diễn Châu;
- Phía Bắc giáp xã Quỳnh Phú.

Xã Hải Châu có diện tích tự nhiên 29,13 km².

## Hành chính và tên gọi
Xã Hải Châu được thành lập theo Nghị quyết số 1678/NQ-UBTVQH15 của Ủy ban Thường vụ Quốc hội Việt Nam, ban hành ngày 16 tháng 6 năm 2025. Theo đó, sắp xếp toàn bộ diện tích tự nhiên, quy mô dân số của các xã Diễn Hoàng, Diễn Kim, Diễn Mỹ và Hùng Hải thuộc huyện Diễn Châu trước đây thành một xã mới có tên gọi là xã Hải Châu.
Trước đó, theo Đề án sắp xếp đơn vị hành chính cấp xã tỉnh Nghệ An, xã này là xã Diễn Châu 4.
Sau sắp xếp xã có diện tích tự nhiên: 29,13 km², quy mô dân số: 43.155 người.